# 天主教夏洛特教区
天主教夏洛特教區（拉丁語：Diocesis Carolinana）是美國一個羅馬天主教教區，屬亞特蘭大總教區。
範圍包括北卡羅萊納州西部，教座位於夏洛特。2006年有教友142,300人、69個堂區、156名司鐸。現任教區主教為伯多祿·尤吉斯。
1971年7月12日自羅利教區分出，成為教區。1977年貝爾蒙永援聖母自治會院區併入教區。